# Dayuan, Lechang
Dayuan är en köping i sydöstra Kina. Den ligger i Lechang i staden Shaoguan i provinsen Guangdong, omkring 240 kilometer norr om provinshuvudstaden Guangzhou. Antalet invånare är 7 735. Befolkningen består av 3 003 kvinnor och 4 732 män. Barn under 15 år utgör 11,0 %, vuxna 15-64 år 80 %, och äldre över 65 år 8,0 %.